# Corey Kispert
Corey James Kispert (* 3. März 1999 in Edmonds, Washington) ist ein US-amerikanischer Basketballspieler. Nach vier Jahren an der Gonzaga University wurden die Washington Wizards (NBA) 2021 die erste Mannschaft des Flügelspielers im Profibereich, nachdem diese ihn an 15. Stelle im NBA-Draft 2021 auswählten.

## Werdegang
2017 wechselte Kispert innerhalb des US-Bundesstaats Washington von der King’s High School in Shoreline an die Gonzaga University nach Spokane. Er begann an der Hochschule ein Studium im Fach Betriebswirtschaftslehre und war vier Jahre lang Mitglied der Hochschul-Basketballmannschaft.
Im Anschluss an die Saison 2020/21, in der er mit Gonzaga ins NCAA-Endspiel vorstieß und dort der Baylor University unterlag, wurde er mit dem nach Julius Erving benannten Preis für den besten NCAA-Spieler auf der Position des Small Forwards ausgezeichnet. Des Weiteren wurde er zum Spieler der Saison und sportartübergreifend als Sportler des Jahres der West Coast Conference gekürt. Kispert hatte in der Saison Mittelwerte von 18,6 Punkten und 5 Rebounds je Begegnung erreicht. Er trat zwischen 2017 und 2021 in 137 Spielen für Gonzagas Hochschulmannschaft in Erscheinung und trug bei diesen Einsätzen zu 126 Siegen bei. In den vorangegangenen 25 Jahren verbuchte kein Basketballspieler der ersten NCAA-Division, der mindestens 100 Partien bestritt, mehr Siege als Kispert. Mit 270 getroffenen Dreipunktewürfen setzte er sich in Gonzagas ewiger Bestenliste auf den vierten Platz.
Die Washington Wizards ließen den Flügelspieler im Juli 2021 an 15. Stelle des NBA-Draftverfahrens aufrufen.

## Karriere-Statistiken

### NBA

#### Hauptrunde
| Saison  | Team       | GP  | GS  | MPG  | FG % | 3P % | FT % | RPG | APG | SPG | BPG | PPG  |
| ------- | ---------- | --- | --- | ---- | ---- | ---- | ---- | --- | --- | --- | --- | ---- |
| 2021–22 | Washington | 77  | 36  | 23.4 | .455 | .350 | .871 | 2.7 | 1.1 | 0.5 | 0.3 | 8.2  |
| 2022–23 | Washington | 74  | 45  | 28.3 | .497 | .424 | .852 | 2.8 | 1.2 | 0.4 | 0.1 | 11.1 |
| 2023–24 | Washington | 80  | 22  | 25.8 | .486 | .383 | .726 | 2.8 | 2.0 | 0.5 | 0.2 | 13.4 |
| Gesamt  | Gesamt     | 231 | 103 | 25.8 | .481 | .388 | .792 | 2.8 | 1.4 | 0.5 | 0.2 | 10.9 |